# Grimoult du Plessis
Grimoult du Plessis también Grimaldo de Plessis (apodado el traidor de Valognes, m. 1047) fue un noble normando de origen vikingo, señor de Le Plessis-Grimoult (municipio que heredó su nombre), de Saint-Jean-le-Blanc, Le Freyne y Périgny. La etimología de Plessis hace referencia a una empalizada o recinto amurallado, posiblemente el castillo que poseía la familia. Pertenecía a la casa de Fresne [Freyne], de quien deriva el apellido Frame de Escocia. Era hijo de Osulf du Fresne, señor de Belvoir.
El Priorato de Plessis-Grimoult fue dotado por la casa de Beaumont y casa de Harcourt, lo que implica que existía un vínvulo familiar común. La familia de Fresne aparece como feudataria de la familia anglonormanda Toeni, que poseía tierras en Le Mesnil-Hardray. En el mismo sentido, Grimoult du Plessis era señor de Le Freyne, cantón de Trévières, situado cerca de Colleville-sur-Mer; un feudo de la familia Bec-Crespin, y por lo tanto cercano a Cleville, en poder de Roger de Beaumont, y Calleville, en poder de la familia de Harcourt, todos ellos de la troncal familia de Malet.
Tras la tentativa de asesinar al duque Guillermo el Bastardo en Valognes, varios nobles normandos ricardistas se unen y organizan un ejército de 25000 hombres y se enfrentan a una alianza de Guillermo y el rey Enrique I de Francia en la batalla de Val-ès-Dunes (1047), en la région de Caen. Como las raíces de Grimoult eran modestas, fue hecho prisionero en la torre de la prisión de Rouen y ejecutado (estrangulado con sus propios grilletes), sus bienes confiscados, el castillo arrasado hasta los cimientos y la baronía cedida a Odon de Bayeux, medio hermano de Guillermo, como beneficio para la catedral.

## Ascendencia
Osulf du Fresne, señor de Belvoir (c. 979-1067), padre. Participó en la batalla de Beaumont-le-Roger (1036), donde se enfrentaron Onfroi de Vieilles y Roger I de Tosny, Osulf era aliado de Roger.
Frane de Belvoir (c. 960-1000), abuelo.
Tor de Belvoir (c. 935), bisabuelo. 
Hamilton de Belvoir (c. 921-987), señor del castillo de Belvoir en Leicestershire, Inglaterra.
Burgaine de Sogn (c. 901), caudillo vikingo del Reino de Sogn, Noruega.

## Herencia
Esposó con Mathilda [Mithilda], una dama normanda. Fruto de esa relación se conocen dos hijos:
- Guillermo I de Plessis (c. 1018-1060)
- Adeliza du Plessis (c. 1007-1055)